# 高鼎
高鼎（1828年—1880年），字象一、又字拙吾，浙江仁和（今浙江省杭州市）人，清末诗人。
著有《拙吾诗稿》。其诗善描绘自然景物，流传后世的诗中，有两首被小学中国大陆九年义务教育《语文》课本收录。

## 《村居》诗
草长莺飞二月天，
拂堤杨柳醉春烟。
儿童散学归来早，
忙趁东风放纸鸢。 
入声字为：月、拂、学。
【早行】
一葉西風裡，催程曙色微。水流殘夢急，帆帶落星飛。
宿鳥未離樹，寒潮欲上磯。江湖無遠近，莫問幾時歸。
【懷李嘯雲】
吳苑文章客，余溪落拓身。一生惟愛酒，萬語不言貧。
依隱常安拙，相交只率真。記從分短袂，又度兩重春。